# Der Namenstag (Tschechow)

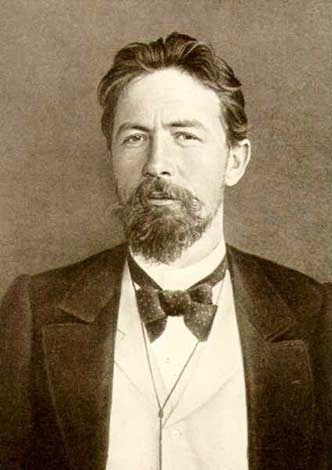
Anton Tschechow

Der Namenstag (russisch Именины, Imeniny) ist eine Erzählung des russischen Schriftstellers Anton Tschechow, die 1888 im Novemberheft des Sankt Petersburger Sewerny Westnik erschien.

## Handlung
In etwa zwei Monaten ist es so weit. Olga Michailowna wird ihr erstes Kind zur Welt bringen. Vor der Geburt fürchtet sich die junge Frau. Vielleicht wird sie dabei sterben.
Die anstrengende Feier des Namenstages ihres Gemahls, des 34-jährigen  Präsidenten des Schwurgerichts Pjotr Dmitritsch, dauert mehr als zwölf Stunden. Die Gastgeberin Olga Michailowna hat sich den Leib eingeschnürt, weil sie die Schwangerschaft vor den Gästen verbergen möchte. Argwöhnisch belauscht die Hausherrin zufällig, hinter dem Gebüsch des weitläufigen Gartens ihres Anwesens verborgen, wie Pjotr Dmitritsch der 17-jährigen hübschen Ljubotschka sein Herz ausschüttet. Überhaupt sind Olga Michailowna die Gäste zuwider. Zumeist sind es fade, talentlose, herzlose, beschränkte Kriecher, die den Gerichtspräsidenten hassen. Olga Michailowna weiß Bescheid. Ihr Gemahl ist nicht viel besser. Vor Gericht duzt er als Zeugen vorgeladene Bauern, kanzelt Anwälte ab und brüllt die Leute an. Auch auf der Feier seines Namenstages erregt das Benehmen ihres Gatten immer wieder den Ärger Olga Michailownas. So macht er zum Beispiel Spaß auf Kosten seiner Frau; verweist die Gäste in Bildungsfragen an Olga Michailowna, weil sie einmal studiert hat. Olga Michailowna fürchtet die Zukunft. Einmal wird ihr der Gatte vorwerfen, dass sie reicher ist als er.
Als die Gäste nach Mitternacht fort sind, muss Olga Michailowna im Ehebett ihrem Herzen Luft machen. Sie moniert das belauschte intime Gespräch mit der hübschen Ljubotschka und trumpft auf: „Ich habe dich heute den ganzen Tag gehaßt … !“ Pjotr Dmitritsch glaubt, er höre nicht recht und verlässt das Schlafgemach mit seinem Kissen unterm Arm in Richtung Herrenzimmer. Olga Michailowna springt auf und will das Haus für immer verlassen. Aber – so kommt sie ein klein wenig zur Besinnung – das Haus ist ja ihr Eigentum. Olga Michailowna kann sich nicht beruhigen. Sie betritt das Herrenzimmer und schleudert dem Gatten ihre Wahrheit ins Gesicht: „Du haßt mich, weil ich reicher bin als du! Du wirst mir das nie verzeihen und mich immer belügen!“
Olga Michailowna schreit schier unablässig und muss am nächsten Abend von zwei Ärzten unter Narkose operiert werden. Das Kind war tot geboren worden.

## Deutschsprachige Ausgaben
Verwendete Ausgabe:
- Der Namenstag, S. 58–92 in Anton Tschechow: Die Hexe. Erzählungen. Deutsch von Ada Knipper und Gerhard Dick. 388 Seiten. Aufbau-Verlag, Berlin 1977 (1. Aufl., Lizenzgeber: Rütten & Loening, Berlin)